# Roma Agrawal
Roma Agrawal est une ingénieure de structures (en) agréée vivant à Londres. Elle a travaillé sur plusieurs projets d'ingénierie majeurs, dont The Shard. Elle est membre de l'Institution of Civil Engineers. Agrawal est également une militante active en faveur de la diversité, et ayant à cœur la cause des femmes en ingénierie.

## Parcours académique
Agrawal a vécu ses années de jeunesse à Ithaca, New York et Mumbai, en Inde, et a déménagé à Londres pour poursuivre ses études en design et technologie, physique et mathématiques au North London Collegiate School. En 2004, elle a obtenu un baccalauréat en physique de l'Université d'Oxford et, en 2005, une maîtrise en génie des structures de l'Imperial College de Londres. Agrawal attribue son enthousiasme pour l'ingénierie à son vif intérêt pour la construction et le démontage de formes matérielles, qu'elle a développé en jouant avec des jeux de blocs Lego lorsqu'elle était enfant. Ses débuts en ingénierie coïncident avec un stage d'été au département de physique d'Oxford, où elle a travaillé avec des ingénieurs qui concevaient des détecteurs de particules au CERN.

## Carrière

L'édifice The Shard

En 2005, Roma Agrawal a rejoint la firme d'ingénieurs Parsons Brinckerhoff (en) dans le cadre d'un programme d'études supérieures, devenant ingénieure agréée de l'Institution of Structural Engineers (en) en 2011. Elle a passé six ans à travailler sur le plus haut bâtiment d'Europe occidentale, "The Shard", dont elle a aidé à concevoir les fondations et la flèche iconique.
La construction fut récompensée par l'Emporis Skyscraper Award, recevant en 2013 le prix du gratte-ciel le plus remarquable de l'année. Elle décrit le projet comme un point culminant de sa carrière : "Je pense que de tels projets n'arrivent qu'une ou deux fois dans une carrière, donc j'ai le sentiment d'avoir eu une grande chance, d'avoir eu l'opportunité de travailler sur ce projet". La structure de 1 016 pieds (310 m) de haut exigeait une méthode de construction descendante, ce qui n'avait jamais été utilisée auparavant pour un bâtiment de cette envergure. La flèche nécessitait une construction modulaire pouvant être construite et testée hors site, ce qui permettait un montage rapide et sûr en hauteur au centre même de Londres.
Mis à part le "Shard", Roma Agrawal a travaillé aussi à la conception de la gare de Crystal Palace, ainsi que de la passerelle de la Northumbria University. Elle a travaillé pendant dix ans pour la firme Parsons Brinckerhoff avant de rejoindre, en novembre 2015, la firme Interserve (en), en tant que responsable de conception,. En mai 2017, elle a rejoint le bureau américain AECOM - spécialisé dans les études et le conseil en ingénierie - en tant que Directrice associée. En 2018, elle a été nommée membre de l'Ordre de l'Empire britannique ainsi que de l'Institution of Civil Engineers.

## Prix et distinctions
- 2011 : Prix de l'Ingénieure de l'Année, accordé par l'"Institution of Structural Engineers Young Structural"[15]
- 2013 : Prix de la "British-Indian Best in Science & Engineering"[16]
- 2014 : Prix de l'Ingénieure de l'Année pour les femmes œuvrant dans le secteur du génie civil[17],[18],
- 2015 : Prix de l'"Association for Consultancy and Engineering Diamond for Engineering Excellence"[19]
- 2017 : Prix Lewis Kent de l'"Institution of Structural Engineers"[20]
- 2017 : Prix Rooke de la "Royal Academy of Engineering", pour la promotion publique du génie civil[21]

## Publications
- Roma Agrawal, Built: The Hidden Stories Behind our Structures, Bloomsbury Publishing, 2018